# Dichotomosiphonaceae
Dichtomosiphonaceae é uma família de algas verdes pertencente à ordem Bryopsidales.

## Taxonomia
Géneros incluídos (segundo AlgaeBASE:
- Avrainvillea,
- Cladocephalus,
- Dichotomosiphon

O género Dichotomosiphon inclui as seguintes espécies:
- Dichotomosiphon marinus
- Dichotomosiphon salinus
- Dichotomosiphon tuberosus